# Turbofolk
Turbofolk (Turbo-Folk, turbo folk) – styl muzyczny, który powstał w Jugosławii w latach 80. XX wieku pod wpływem popularności takich wykonawców jak np. Lepa Brena czy Šaban Šaulić.
Wywodzi się z popularnej na Bałkanach (głównie w krajach byłej Jugosławii) muzyki ludowej/folkowej zwanej „narodnjacką” („narodna” = ludowa) – narodnjaki. Muzyka ta stopniowo przekształcała się w „disco-folk” i „techno-folk”.
W warstwie melodycznej jest mieszanką muzyki i piosenek serbskich i cygańskich z wyczuwalnymi wpływami orientalnymi tureckimi, czy nawet arabskimi, a także greckiej muzyki ludowej. Teksty piosenek przeważnie mówią o miłości i związanymi z nią radością, smutkiem (tuga), rozstaniami, tęsknotami itp. Turbofolk jako współczesna muzyka ludowa (czy raczej muzyka rozrywkowa oparta na muzyce ludowej) ma ścisłe związki z muzyką „kafanską”. Można porównywać piosenki „narodnej”/turbofolku np. do polskich piosenek w stylu disco polo jako zjawisko socjologiczne.
Termin turbo folk stworzył i po raz pierwszy użył urodzony w Czarnogórze muzyk i piosenkarz awangardowy Rambo Amadeus (Antonije Pušiċ). Terminu turbofolk używa się w znaczeniu negatywnym, a nawet pobłażliwie-pogardliwym (głównie przez obcokrajowców), podczas gdy w Serbii i innych krajach byłej Jugosławii używa się określenia „narodna” (ludowa), a turbofolk nie ma znaczenia pejoratywnego. Turbofolk jako gatunek muzyczny istnieje również w innych krajach na Półwyspie Bałkańskim: w państwach powstałych z byłej Jugosławii, a także, pod innymi nazwami, w Bułgarii (jako czalga чалга), w Grecji (jako laïka) i w Albanii. W krajach tych muzyka turbofolk jest równie popularna jak dyskotekowe hity anglojęzyczne.
Szczytowy okres rozwoju turbofolku przypada na lata 90. XX wieku – okres wojny domowej w Jugosławii. W czasie konfliktów zbrojnych na Bałkanach w latach 90. część piosenkarzy turbofolkowych (jak i zresztą wykonawców innych rodzajów muzyki w regionie) wykonywała teksty o tematyce patriotycznej, czy wręcz nacjonalistycznej, więc całemu turbofolkowi/narodnej przyczepiono etykietkę piosenki o nacjonalistycznych („proserbskich”) tekstach. Ze względów politycznych nie rozpatrywało się turbofolku jako gatunku/rodzaju muzyki/piosenki, lecz łączyło z określonymi poglądami/opcjami politycznymi.
„Twórca” terminu „turbo folk” – Rambo Amadeus, użył go raczej żartobliwie i kpiąco – miał na myśli mało ambitną, dynamiczną część muzyki „narodnej” (ludowej/pop-folk), która przejęła rytm disco, później techno do i tak już bardzo dynamicznej muzyki bałkańskiej. Termin turbo-folk był używany w znaczeniu pejoratywnym przez krytyków muzyki bałkańskiej (szczególnie serbskiej, ale nie tylko), wykorzystującej elementy ludowe przez ludzi, którzy mieli negatywny stosunek do muzyki bałkańskiej, a serbskiej w szczególności (głównie Chorwacja na bazie antagonizmów politycznych i walki z „serbizacją” – czyli z turbofolkiem również), wiążąc ją z polityką i sytuacją w byłej Jugosławii w latach 90. Na terenach dawnej Jugosławii, tam gdzie muzyka turbofolk jest najpopularniejsza, nazwa ta nie ma znaczenia pejoratywnego.
Można stwierdzić, iż turbofolk stał się najbardziej typowym gatunkiem muzyki we współczesnej Serbii i okolicznych krajach.

## Wykonawcy
- Ceca Ražnatović – serbska piosenkarka, od lat 90. najpopularniejsza w Serbii i wielu innych krajach (nie tylko byłej Jugosławii)
- Lepa Brena[1]
- Šaban Šaulić
- Baja Mali Knindža – serbski piosenkarz, mający opinię przedstawiciela nurtu prawosławno-nacjonalistycznego
- Svetlana ‘Seka’ Aleksić
- Rodoljub Roki Vulović
- Aca Lucas[2]
- Dragana Mirković
- Indira Radić
- Stoja